# Кніста тема
Тема Кніста — тема в шаховій композиції кооперативного жанру. Суть теми — білі беруть чорну фігуру, або чорні беруть білу фігуру на полі, на якому згодом буде оголошено мат чорному королю, або білі ідуть з поля на яке згодом приходить чорний король і йому на цьому полі оголошується мат.

## Історія

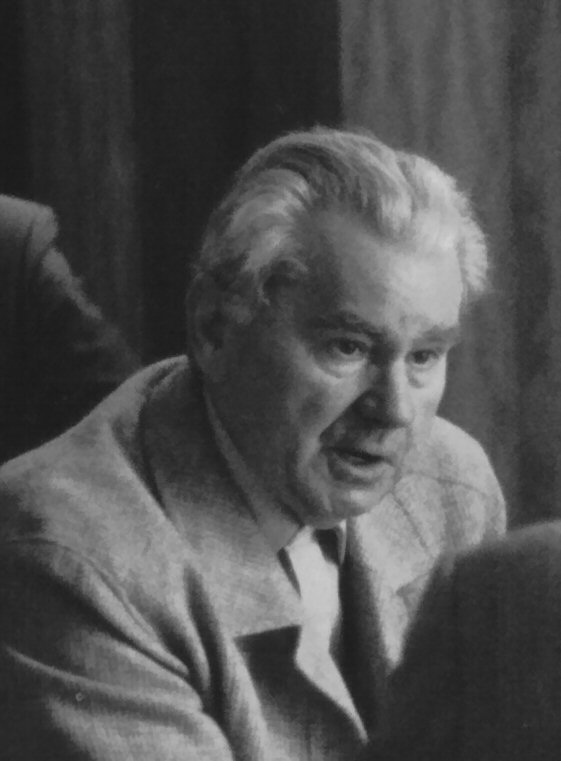
Петер Кніст

Ідею запропонував німецький шаховий композитор Петер Кніст (15.12.1914 — 15.12.1993).
В задачі буде оголошено мат чорному королю на певному полі, яке в початковій позиції займає біла або чорна фігура. Якщо на тематичному полі в початковій позиції стоїть чорна фігура, то в процесі гри білі її забирають, звільняючи поле для чорного короля, який потім приходить на це поле, і йому на цьому полі білі оголошують мат. Якщо на тематичному полі в початковій позиції стоїть біла фігура, то в процесі гри чорні її забирають, або біла фігура сама покидає це поле, а потім на це поле приходить чорний король і йому оголошується мат.
Ідея дістала назву — тема Кніста.
|   | a | b | c | d | e | f | g | h |   |
| 8 | e7 чорний пішак · b6 чорний пішак · e6 білий пішак · h6 білий король · c5 білий кінь · a4 чорний пішак · b4 білий пішак · d4 чорний пішак · e4 білий пішак · a3 білий пішак · d3 білий пішак · a2 чорний король · b2 білий слон · f2 білий пішак | e7 чорний пішак · b6 чорний пішак · e6 білий пішак · h6 білий король · c5 білий кінь · a4 чорний пішак · b4 білий пішак · d4 чорний пішак · e4 білий пішак · a3 білий пішак · d3 білий пішак · a2 чорний король · b2 білий слон · f2 білий пішак | e7 чорний пішак · b6 чорний пішак · e6 білий пішак · h6 білий король · c5 білий кінь · a4 чорний пішак · b4 білий пішак · d4 чорний пішак · e4 білий пішак · a3 білий пішак · d3 білий пішак · a2 чорний король · b2 білий слон · f2 білий пішак | e7 чорний пішак · b6 чорний пішак · e6 білий пішак · h6 білий король · c5 білий кінь · a4 чорний пішак · b4 білий пішак · d4 чорний пішак · e4 білий пішак · a3 білий пішак · d3 білий пішак · a2 чорний король · b2 білий слон · f2 білий пішак | e7 чорний пішак · b6 чорний пішак · e6 білий пішак · h6 білий король · c5 білий кінь · a4 чорний пішак · b4 білий пішак · d4 чорний пішак · e4 білий пішак · a3 білий пішак · d3 білий пішак · a2 чорний король · b2 білий слон · f2 білий пішак | e7 чорний пішак · b6 чорний пішак · e6 білий пішак · h6 білий король · c5 білий кінь · a4 чорний пішак · b4 білий пішак · d4 чорний пішак · e4 білий пішак · a3 білий пішак · d3 білий пішак · a2 чорний король · b2 білий слон · f2 білий пішак | e7 чорний пішак · b6 чорний пішак · e6 білий пішак · h6 білий король · c5 білий кінь · a4 чорний пішак · b4 білий пішак · d4 чорний пішак · e4 білий пішак · a3 білий пішак · d3 білий пішак · a2 чорний король · b2 білий слон · f2 білий пішак | e7 чорний пішак · b6 чорний пішак · e6 білий пішак · h6 білий король · c5 білий кінь · a4 чорний пішак · b4 білий пішак · d4 чорний пішак · e4 білий пішак · a3 білий пішак · d3 білий пішак · a2 чорний король · b2 білий слон · f2 білий пішак | 8 |
| 7 | e7 чорний пішак · b6 чорний пішак · e6 білий пішак · h6 білий король · c5 білий кінь · a4 чорний пішак · b4 білий пішак · d4 чорний пішак · e4 білий пішак · a3 білий пішак · d3 білий пішак · a2 чорний король · b2 білий слон · f2 білий пішак | e7 чорний пішак · b6 чорний пішак · e6 білий пішак · h6 білий король · c5 білий кінь · a4 чорний пішак · b4 білий пішак · d4 чорний пішак · e4 білий пішак · a3 білий пішак · d3 білий пішак · a2 чорний король · b2 білий слон · f2 білий пішак | e7 чорний пішак · b6 чорний пішак · e6 білий пішак · h6 білий король · c5 білий кінь · a4 чорний пішак · b4 білий пішак · d4 чорний пішак · e4 білий пішак · a3 білий пішак · d3 білий пішак · a2 чорний король · b2 білий слон · f2 білий пішак | e7 чорний пішак · b6 чорний пішак · e6 білий пішак · h6 білий король · c5 білий кінь · a4 чорний пішак · b4 білий пішак · d4 чорний пішак · e4 білий пішак · a3 білий пішак · d3 білий пішак · a2 чорний король · b2 білий слон · f2 білий пішак | e7 чорний пішак · b6 чорний пішак · e6 білий пішак · h6 білий король · c5 білий кінь · a4 чорний пішак · b4 білий пішак · d4 чорний пішак · e4 білий пішак · a3 білий пішак · d3 білий пішак · a2 чорний король · b2 білий слон · f2 білий пішак | e7 чорний пішак · b6 чорний пішак · e6 білий пішак · h6 білий король · c5 білий кінь · a4 чорний пішак · b4 білий пішак · d4 чорний пішак · e4 білий пішак · a3 білий пішак · d3 білий пішак · a2 чорний король · b2 білий слон · f2 білий пішак | e7 чорний пішак · b6 чорний пішак · e6 білий пішак · h6 білий король · c5 білий кінь · a4 чорний пішак · b4 білий пішак · d4 чорний пішак · e4 білий пішак · a3 білий пішак · d3 білий пішак · a2 чорний король · b2 білий слон · f2 білий пішак | e7 чорний пішак · b6 чорний пішак · e6 білий пішак · h6 білий король · c5 білий кінь · a4 чорний пішак · b4 білий пішак · d4 чорний пішак · e4 білий пішак · a3 білий пішак · d3 білий пішак · a2 чорний король · b2 білий слон · f2 білий пішак | 7 |
| 6 | e7 чорний пішак · b6 чорний пішак · e6 білий пішак · h6 білий король · c5 білий кінь · a4 чорний пішак · b4 білий пішак · d4 чорний пішак · e4 білий пішак · a3 білий пішак · d3 білий пішак · a2 чорний король · b2 білий слон · f2 білий пішак | e7 чорний пішак · b6 чорний пішак · e6 білий пішак · h6 білий король · c5 білий кінь · a4 чорний пішак · b4 білий пішак · d4 чорний пішак · e4 білий пішак · a3 білий пішак · d3 білий пішак · a2 чорний король · b2 білий слон · f2 білий пішак | e7 чорний пішак · b6 чорний пішак · e6 білий пішак · h6 білий король · c5 білий кінь · a4 чорний пішак · b4 білий пішак · d4 чорний пішак · e4 білий пішак · a3 білий пішак · d3 білий пішак · a2 чорний король · b2 білий слон · f2 білий пішак | e7 чорний пішак · b6 чорний пішак · e6 білий пішак · h6 білий король · c5 білий кінь · a4 чорний пішак · b4 білий пішак · d4 чорний пішак · e4 білий пішак · a3 білий пішак · d3 білий пішак · a2 чорний король · b2 білий слон · f2 білий пішак | e7 чорний пішак · b6 чорний пішак · e6 білий пішак · h6 білий король · c5 білий кінь · a4 чорний пішак · b4 білий пішак · d4 чорний пішак · e4 білий пішак · a3 білий пішак · d3 білий пішак · a2 чорний король · b2 білий слон · f2 білий пішак | e7 чорний пішак · b6 чорний пішак · e6 білий пішак · h6 білий король · c5 білий кінь · a4 чорний пішак · b4 білий пішак · d4 чорний пішак · e4 білий пішак · a3 білий пішак · d3 білий пішак · a2 чорний король · b2 білий слон · f2 білий пішак | e7 чорний пішак · b6 чорний пішак · e6 білий пішак · h6 білий король · c5 білий кінь · a4 чорний пішак · b4 білий пішак · d4 чорний пішак · e4 білий пішак · a3 білий пішак · d3 білий пішак · a2 чорний король · b2 білий слон · f2 білий пішак | e7 чорний пішак · b6 чорний пішак · e6 білий пішак · h6 білий король · c5 білий кінь · a4 чорний пішак · b4 білий пішак · d4 чорний пішак · e4 білий пішак · a3 білий пішак · d3 білий пішак · a2 чорний король · b2 білий слон · f2 білий пішак | 6 |
| 5 | e7 чорний пішак · b6 чорний пішак · e6 білий пішак · h6 білий король · c5 білий кінь · a4 чорний пішак · b4 білий пішак · d4 чорний пішак · e4 білий пішак · a3 білий пішак · d3 білий пішак · a2 чорний король · b2 білий слон · f2 білий пішак | e7 чорний пішак · b6 чорний пішак · e6 білий пішак · h6 білий король · c5 білий кінь · a4 чорний пішак · b4 білий пішак · d4 чорний пішак · e4 білий пішак · a3 білий пішак · d3 білий пішак · a2 чорний король · b2 білий слон · f2 білий пішак | e7 чорний пішак · b6 чорний пішак · e6 білий пішак · h6 білий король · c5 білий кінь · a4 чорний пішак · b4 білий пішак · d4 чорний пішак · e4 білий пішак · a3 білий пішак · d3 білий пішак · a2 чорний король · b2 білий слон · f2 білий пішак | e7 чорний пішак · b6 чорний пішак · e6 білий пішак · h6 білий король · c5 білий кінь · a4 чорний пішак · b4 білий пішак · d4 чорний пішак · e4 білий пішак · a3 білий пішак · d3 білий пішак · a2 чорний король · b2 білий слон · f2 білий пішак | e7 чорний пішак · b6 чорний пішак · e6 білий пішак · h6 білий король · c5 білий кінь · a4 чорний пішак · b4 білий пішак · d4 чорний пішак · e4 білий пішак · a3 білий пішак · d3 білий пішак · a2 чорний король · b2 білий слон · f2 білий пішак | e7 чорний пішак · b6 чорний пішак · e6 білий пішак · h6 білий король · c5 білий кінь · a4 чорний пішак · b4 білий пішак · d4 чорний пішак · e4 білий пішак · a3 білий пішак · d3 білий пішак · a2 чорний король · b2 білий слон · f2 білий пішак | e7 чорний пішак · b6 чорний пішак · e6 білий пішак · h6 білий король · c5 білий кінь · a4 чорний пішак · b4 білий пішак · d4 чорний пішак · e4 білий пішак · a3 білий пішак · d3 білий пішак · a2 чорний король · b2 білий слон · f2 білий пішак | e7 чорний пішак · b6 чорний пішак · e6 білий пішак · h6 білий король · c5 білий кінь · a4 чорний пішак · b4 білий пішак · d4 чорний пішак · e4 білий пішак · a3 білий пішак · d3 білий пішак · a2 чорний король · b2 білий слон · f2 білий пішак | 5 |
| 4 | e7 чорний пішак · b6 чорний пішак · e6 білий пішак · h6 білий король · c5 білий кінь · a4 чорний пішак · b4 білий пішак · d4 чорний пішак · e4 білий пішак · a3 білий пішак · d3 білий пішак · a2 чорний король · b2 білий слон · f2 білий пішак | e7 чорний пішак · b6 чорний пішак · e6 білий пішак · h6 білий король · c5 білий кінь · a4 чорний пішак · b4 білий пішак · d4 чорний пішак · e4 білий пішак · a3 білий пішак · d3 білий пішак · a2 чорний король · b2 білий слон · f2 білий пішак | e7 чорний пішак · b6 чорний пішак · e6 білий пішак · h6 білий король · c5 білий кінь · a4 чорний пішак · b4 білий пішак · d4 чорний пішак · e4 білий пішак · a3 білий пішак · d3 білий пішак · a2 чорний король · b2 білий слон · f2 білий пішак | e7 чорний пішак · b6 чорний пішак · e6 білий пішак · h6 білий король · c5 білий кінь · a4 чорний пішак · b4 білий пішак · d4 чорний пішак · e4 білий пішак · a3 білий пішак · d3 білий пішак · a2 чорний король · b2 білий слон · f2 білий пішак | e7 чорний пішак · b6 чорний пішак · e6 білий пішак · h6 білий король · c5 білий кінь · a4 чорний пішак · b4 білий пішак · d4 чорний пішак · e4 білий пішак · a3 білий пішак · d3 білий пішак · a2 чорний король · b2 білий слон · f2 білий пішак | e7 чорний пішак · b6 чорний пішак · e6 білий пішак · h6 білий король · c5 білий кінь · a4 чорний пішак · b4 білий пішак · d4 чорний пішак · e4 білий пішак · a3 білий пішак · d3 білий пішак · a2 чорний король · b2 білий слон · f2 білий пішак | e7 чорний пішак · b6 чорний пішак · e6 білий пішак · h6 білий король · c5 білий кінь · a4 чорний пішак · b4 білий пішак · d4 чорний пішак · e4 білий пішак · a3 білий пішак · d3 білий пішак · a2 чорний король · b2 білий слон · f2 білий пішак | e7 чорний пішак · b6 чорний пішак · e6 білий пішак · h6 білий король · c5 білий кінь · a4 чорний пішак · b4 білий пішак · d4 чорний пішак · e4 білий пішак · a3 білий пішак · d3 білий пішак · a2 чорний король · b2 білий слон · f2 білий пішак | 4 |
| 3 | e7 чорний пішак · b6 чорний пішак · e6 білий пішак · h6 білий король · c5 білий кінь · a4 чорний пішак · b4 білий пішак · d4 чорний пішак · e4 білий пішак · a3 білий пішак · d3 білий пішак · a2 чорний король · b2 білий слон · f2 білий пішак | e7 чорний пішак · b6 чорний пішак · e6 білий пішак · h6 білий король · c5 білий кінь · a4 чорний пішак · b4 білий пішак · d4 чорний пішак · e4 білий пішак · a3 білий пішак · d3 білий пішак · a2 чорний король · b2 білий слон · f2 білий пішак | e7 чорний пішак · b6 чорний пішак · e6 білий пішак · h6 білий король · c5 білий кінь · a4 чорний пішак · b4 білий пішак · d4 чорний пішак · e4 білий пішак · a3 білий пішак · d3 білий пішак · a2 чорний король · b2 білий слон · f2 білий пішак | e7 чорний пішак · b6 чорний пішак · e6 білий пішак · h6 білий король · c5 білий кінь · a4 чорний пішак · b4 білий пішак · d4 чорний пішак · e4 білий пішак · a3 білий пішак · d3 білий пішак · a2 чорний король · b2 білий слон · f2 білий пішак | e7 чорний пішак · b6 чорний пішак · e6 білий пішак · h6 білий король · c5 білий кінь · a4 чорний пішак · b4 білий пішак · d4 чорний пішак · e4 білий пішак · a3 білий пішак · d3 білий пішак · a2 чорний король · b2 білий слон · f2 білий пішак | e7 чорний пішак · b6 чорний пішак · e6 білий пішак · h6 білий король · c5 білий кінь · a4 чорний пішак · b4 білий пішак · d4 чорний пішак · e4 білий пішак · a3 білий пішак · d3 білий пішак · a2 чорний король · b2 білий слон · f2 білий пішак | e7 чорний пішак · b6 чорний пішак · e6 білий пішак · h6 білий король · c5 білий кінь · a4 чорний пішак · b4 білий пішак · d4 чорний пішак · e4 білий пішак · a3 білий пішак · d3 білий пішак · a2 чорний король · b2 білий слон · f2 білий пішак | e7 чорний пішак · b6 чорний пішак · e6 білий пішак · h6 білий король · c5 білий кінь · a4 чорний пішак · b4 білий пішак · d4 чорний пішак · e4 білий пішак · a3 білий пішак · d3 білий пішак · a2 чорний король · b2 білий слон · f2 білий пішак | 3 |
| 2 | e7 чорний пішак · b6 чорний пішак · e6 білий пішак · h6 білий король · c5 білий кінь · a4 чорний пішак · b4 білий пішак · d4 чорний пішак · e4 білий пішак · a3 білий пішак · d3 білий пішак · a2 чорний король · b2 білий слон · f2 білий пішак | e7 чорний пішак · b6 чорний пішак · e6 білий пішак · h6 білий король · c5 білий кінь · a4 чорний пішак · b4 білий пішак · d4 чорний пішак · e4 білий пішак · a3 білий пішак · d3 білий пішак · a2 чорний король · b2 білий слон · f2 білий пішак | e7 чорний пішак · b6 чорний пішак · e6 білий пішак · h6 білий король · c5 білий кінь · a4 чорний пішак · b4 білий пішак · d4 чорний пішак · e4 білий пішак · a3 білий пішак · d3 білий пішак · a2 чорний король · b2 білий слон · f2 білий пішак | e7 чорний пішак · b6 чорний пішак · e6 білий пішак · h6 білий король · c5 білий кінь · a4 чорний пішак · b4 білий пішак · d4 чорний пішак · e4 білий пішак · a3 білий пішак · d3 білий пішак · a2 чорний король · b2 білий слон · f2 білий пішак | e7 чорний пішак · b6 чорний пішак · e6 білий пішак · h6 білий король · c5 білий кінь · a4 чорний пішак · b4 білий пішак · d4 чорний пішак · e4 білий пішак · a3 білий пішак · d3 білий пішак · a2 чорний король · b2 білий слон · f2 білий пішак | e7 чорний пішак · b6 чорний пішак · e6 білий пішак · h6 білий король · c5 білий кінь · a4 чорний пішак · b4 білий пішак · d4 чорний пішак · e4 білий пішак · a3 білий пішак · d3 білий пішак · a2 чорний король · b2 білий слон · f2 білий пішак | e7 чорний пішак · b6 чорний пішак · e6 білий пішак · h6 білий король · c5 білий кінь · a4 чорний пішак · b4 білий пішак · d4 чорний пішак · e4 білий пішак · a3 білий пішак · d3 білий пішак · a2 чорний король · b2 білий слон · f2 білий пішак | e7 чорний пішак · b6 чорний пішак · e6 білий пішак · h6 білий король · c5 білий кінь · a4 чорний пішак · b4 білий пішак · d4 чорний пішак · e4 білий пішак · a3 білий пішак · d3 білий пішак · a2 чорний король · b2 білий слон · f2 білий пішак | 2 |
| 1 | e7 чорний пішак · b6 чорний пішак · e6 білий пішак · h6 білий король · c5 білий кінь · a4 чорний пішак · b4 білий пішак · d4 чорний пішак · e4 білий пішак · a3 білий пішак · d3 білий пішак · a2 чорний король · b2 білий слон · f2 білий пішак | e7 чорний пішак · b6 чорний пішак · e6 білий пішак · h6 білий король · c5 білий кінь · a4 чорний пішак · b4 білий пішак · d4 чорний пішак · e4 білий пішак · a3 білий пішак · d3 білий пішак · a2 чорний король · b2 білий слон · f2 білий пішак | e7 чорний пішак · b6 чорний пішак · e6 білий пішак · h6 білий король · c5 білий кінь · a4 чорний пішак · b4 білий пішак · d4 чорний пішак · e4 білий пішак · a3 білий пішак · d3 білий пішак · a2 чорний король · b2 білий слон · f2 білий пішак | e7 чорний пішак · b6 чорний пішак · e6 білий пішак · h6 білий король · c5 білий кінь · a4 чорний пішак · b4 білий пішак · d4 чорний пішак · e4 білий пішак · a3 білий пішак · d3 білий пішак · a2 чорний король · b2 білий слон · f2 білий пішак | e7 чорний пішак · b6 чорний пішак · e6 білий пішак · h6 білий король · c5 білий кінь · a4 чорний пішак · b4 білий пішак · d4 чорний пішак · e4 білий пішак · a3 білий пішак · d3 білий пішак · a2 чорний король · b2 білий слон · f2 білий пішак | e7 чорний пішак · b6 чорний пішак · e6 білий пішак · h6 білий король · c5 білий кінь · a4 чорний пішак · b4 білий пішак · d4 чорний пішак · e4 білий пішак · a3 білий пішак · d3 білий пішак · a2 чорний король · b2 білий слон · f2 білий пішак | e7 чорний пішак · b6 чорний пішак · e6 білий пішак · h6 білий король · c5 білий кінь · a4 чорний пішак · b4 білий пішак · d4 чорний пішак · e4 білий пішак · a3 білий пішак · d3 білий пішак · a2 чорний король · b2 білий слон · f2 білий пішак | e7 чорний пішак · b6 чорний пішак · e6 білий пішак · h6 білий король · c5 білий кінь · a4 чорний пішак · b4 білий пішак · d4 чорний пішак · e4 білий пішак · a3 білий пішак · d3 білий пішак · a2 чорний король · b2 білий слон · f2 білий пішак | 1 |
|   | a | b | c | d | e | f | g | h |   |

FEN: 8/4p3/1p2P2K/2N5/pP1pP3/P2P4/kB3P2/8
1. ...   S:a4 2. b5   Sb6 3. Kb3 Sd7 4. Ka4 Sc5#
1. Kb1 Bxd4 2. Kc2 Be3 3. Kc3 Bc1 4. Kd4 Bb2#